# Gunji Koizumi
Gunji Koizumi (Japans: 小泉 軍治, Koizumi Gunji, Komatsuka Oaza, 8 juli 1885 – Putney, 15 april 1965), was een Japanse judoleraar die door Jigoro Kano naar het Verenigd Koninkrijk was gestuurd om daar judo te ontwikkelen. Hij was de oprichter van de Budokwai, de oudste Japanse vechtsportclub in Europa, en betekende veel voor de Engelse vechtsporten. Hij hielp bij het oprichten van de Britse Judo Associatie en richtte de Europese Judo Unie op. Koizumi behaalde de 8ste dan in judo.

## Vroege leven
Koizumi werd geboren op 8 juli 1885 in het dorp Komatsuka Oaza, in de prefectuur Ibaraki, Japan. Hij was de jongste zoon van een pachtboer, Shukichi Koizumi, en zijn vrouw, Katsu. Koizumi had een oudere broer, Chiyokichi, en een jongere zus, Iku. In 1897, toen hij twaalf jaar oud was, begon Koizumi op school kendo te trainen. Koizumi begon ook Engels te leren van een buurman die in Amerika was geweest.
Als jongste zoon in het gezin had hij de keuze om zijn eigen boerderij te beginnen of geadopteerd te worden in een gezin zonder mannelijke erfgenaam (een Japans gebruik); hij had een hekel aan beide opties. In juli 1900, kort voordat hij vijftien jaar werd, verliet hij zijn huis om zijn fortuin te zoeken in Tokio, waar hij zich inschreef als telegrafist in opleiding. In 1901 begon hij jiujitsu te beoefenen onder Tago Nobushige aan de Tenjin Shinyo-ryu. In 1904 trainde hij onder Yamada Nobukatsu, een voormalige samurai. Inmiddels had Koizumi besloten dat hij elektrotechniek wilde studeren en dat de beste plek om dat te doen in de Verenigde Staten van Amerika was. Hij reisde door Shanghai, Hong Kong, Singapore en India. 

## Verenigd Koninkrijk
Op 4 mei 1906 kwam Koizumi aan in Noord-Wales. Daarna reisde hij naar Liverpool, waar hij de functie van instructeur op zich nam aan de Kara Ashikaga School of Jujutsu. Vervolgens reisde hij naar het zuiden naar Londen, waar hij samenwerkte met voormalig Bartitsu Club-instructeur Sadakazu Uyenishi, die zijn eigen jiujitsu-school in Piccadilly Circus exploiteerde. Gedurende deze periode gaf Koizumi ook jujitsu-les aan de London Polytechnic en voor de Royal Naval Volunteer Reserve. Na enkele maanden vertrok hij naar New York, waar hij in mei 1907 aankwam. Hij verzekerde zich van werk bij de Newark Public Service Railway Company. Na een paar jaar, ontevreden over het leven in de VS, keerde hij terug naar Engeland. Hij probeerde een elektrische verlichtingsbedrijf te starten in Vauxhall Road, Londen, maar had niet genoeg geld. In januari 1912 richtte hij een atelier voor lakwerk op in Ebury Street, Londen.
In 1918 richtte Koizumi op eigen kosten een genootschap op in Londen genaamd de Budokwai (Way of Knighthood Society). De Budokwai bood lessen aan in jiujutsu, kendo en andere Japanse kunsten. Koizumi verzekerde zich van een locatie in Lower Grosvenor Place, langs de achtermuur van Buckingham Palace, en het pand van Budokwai werd geopend op 26 januari 1918. In 1919 hielp Koizumi bij de oprichting van de Kyosai Kai, een genootschap dat tot doel had medische, werkgelegenheids- en huisvestingshulp te bieden aan Japanners in Engeland. Koizumi diende als secretaris-generaal van deze organisatie, die was gevestigd in het Budokwai-gebouw. In juli 1920 bezocht Jigoro Kano, oprichter van de Kodokan, de Budokwai op weg naar de Olympische Spelen in Antwerpen. Na enige discussie kwamen Koizumi en Yukio Tani (een andere Budokwai-instructeur) overeen om over te stappen op het judosysteem, en Kano kende hen 2nd dan judo-certificeringen toe.
In 1922 werd Koizumi, een expert in oosters lakwerk, aangesteld als adviseur van het Victoria and Albert Museum, en later catalogiseerde hij de volledige lakwerkcollectie van het museum. Koizumi's boek, Lacquer work: A practical exposition of the art of lacquering together with valuable notes for the collector, werd gepubliceerd in 1923. In 1932 werd hij gepromoveerd tot 4e dan in judo.
Tijdens de Tweede Wereldoorlog ging de judotraining door in de Budokwai, maar het was financieel zwaar voor Koizumi. Biograaf Richard Bowen merkt op dat, ongebruikelijk, "Koizumi niet werd geïnterneerd en inderdaad geen beperkingen ondervond" gedurende deze tijd (p. 319). In 1947 organiseerde Koizumi samen met zijn vriend Mikinosuke Kawaishi het eerste ooit opgenomen Judo International-toernooi tussen twee landen (Verenigd Koninkrijk en Frankrijk), bekend als de Kawaishi Cup. In 1948 werd Koizumi gepromoveerd tot 6e dan in judo. Hij hielp bij de oprichting van de British Judo Association op 24 juli 1948. Hij diende als inaugurele voorzitter van de vereniging. Tegen het einde van het decennium was hij met pensioen gegaan en had hij zijn volledige aandacht gericht op het geven van judoles in het Verenigd Koninkrijk. In 1951 bereikte hij de rang van 7e dan in judo.
Koizumi was getrouwd en had een dochter genaamd Hana, die later trouwde met Percy Sekine, een van Koizumi's judostudenten.

## Later leven
Op 19 september 1954 verhuisde de Budokwai naar een nieuw, groter pand; kort daarna keerde Koizumi voor het eerst in vijftig jaar terug naar Japan. Zijn zus, familieleden en een Kodokan-delegatie onder leiding van de Kodokan president, Risei Kano (een van Jigoro Kano's zonen), ontvingen hem op het vliegveld. De Kodokan behandelden hem als een geëerde gast. Na zijn bezoek keerde Koizumi terug naar het Verenigd Koninkrijk en ging door met het promoten van judo, met bezoeken aan vele locaties in het Verenigd Koninkrijk (waaronder de Derby Judo Club in 1958). Koizumi schreef enkele boeken over judo, waaronder Judo: The basic technical Principles and Exercises, aangevuld met wedstrijdregels en beoordelings-syllabus (1958) en My study of Judo: The Principles and the Technical Fundamentals (1960). Begin jaren zestig bleef hij judoles geven.
Op 15 april 1965 pleegde Koizumi in zijn woning in Putney zelfmoord. De dood van Koizumi schokte de wereldwijde judogemeenschap en veroorzaakte veel controverse. Sommigen vonden zijn zelfmoord oneervol, terwijl anderen beweerden dat zijn dood een afspiegeling was van die van eervolle samoerai. Grant (1965) gaf aan dat hij was gepromoveerd tot 8e dan voordat hij stierf, maar Fromm en Soames (1982) verklaarden dat de Kodokan hem postuum promoveerde tot achtste dan. 
- Virtual International Authority File: 307371997